# Helcogramma capidata
Helcogramma capidata, a veces incorrectamente escrito como H. capidatum, es una especie de pez de la familia Tripterygiidae en el orden de los Perciformes.

## Morfología
Los machos pueden llegar a alcanzar los 3,7 cm de longitud total.

## Hábitat
Es un pez de mar y de clima tropical y asociado a los arrecifes de coral que vive hasta los 15 m de profundidad.

## Distribución geográfica
Se encuentra en el Pacífico (incluyendo Indonesia, Fiyi, Niue y la Samoa Americana ).